# Памиес, Сержи
Се́ржи Па́миес (кат. Sergi Pàmies i Bertran, 26 января 1960, Париж, Франция) — каталонский писатель, журналист, переводчик с французского.

## Биография
Отец — политик-социалист, мать — писательница «левой» ориентации. Пишет для прессы, в том числе — о спорте, сотрудничает с телевидением и радио, обычно — в паре с Кимом Монзо.

## Творчество
Переводил произведения Аполлинера, А. Кристоф, А. Нотомб, Ф.Бегбедера, Д. Пеннака и др. Его книгу «Большой роман о Барселоне» перевёл на испанский Хавьер Серкас.

## Произведения

### Новеллы
- T’hauria de caure la cara de vergonya (1986)
- Infecció (1987)
- La gran novel·la sobre Barcelona (1987, премия критики)
- L'últim llibre de Sergi Pàmies (2000)
- Si menges una llimona sense fer ganyotes (2006, премия г.Барселона; премия Золотая буква)
- La bicicleta estàtica (2010)

### Романы
- La primera pedra (1990, премия Икар)
- L’instint (1993)
- Sentimental (1995)

## Признание
Его книги переведены на многие языки, включая японский.